# Структура на ММС в България
Структурата на ММС в България е:

## Министерство на младежта и спорта

#### Министър
- Инспекторат
- Звено за вътрешен одит
- Служител по сигурността на информацията

#### Политически кабинет
- Началник на политическия кабинет
- Парламентарен секретар

#### Главен секретар
- Специализирана администрация
  - Дирекция „Международни младежки програми“
  - Главна дирекция „Политика за младежта“
  - Дирекция „Държавна собственост“
  - Главна дирекция „Спорт за учащи и спорт в свободното време“
  - Дирекция „Научно и медицинско осигуряване“
  - Дирекция „Спорт за високи постижения“
  - Дирекция „Европейска координация и международна дейност“
- Обща администрация
  - Дирекция „Административно-правно и информационно обслужване“
  - Дирекция „Финансово-стопански дейности и управление на собствеността“
  - Дирекция „Връзки с обществеността и протокол“